# Wapakoneta
Wapakoneta er en amerikansk by og administrativt centrum i det amerikanske county Auglaize County, i staten Ohio. I 2000 havde byen et indbyggertal på 9.474.
Neil Armstrong blev født i Wapakoneta i 1930.

## Ekstern henvisning
- Wikimedia Commons har flere filer relateret til Wapakoneta
- Wapakonetas hjemmeside (engelsk)

40°34′09″N 84°11′39″V / 40.56917°N 84.19417°V